# 大日向村
大日向村（おおひなたむら）は長野県南佐久郡にあった村。現在の佐久穂町大字大日向にあたる。

## 地理
- 山：茂来山、四方原山
- 河川：抜井川

## 歴史
- 1889年（明治22年）4月1日 - 町村制の施行により、佐久郡大日向村が単独村制。
- 1938年（昭和13年）- 村民の約半数を満州（吉林省）に送出し、現地に分村を成立させ、模範的な農村として政府から賞賛された。これは、和田傳の小説『大日向村』や[1]、それをもとにした国策映画『大日向村』（1940年、東京発声映画製作所）のモデルとなった[2]。後に1985年にはドキュメンタリー映画『大日向村の46年』が制作された[1]。
- 1956年（昭和31年）9月30日 - 佐久町に編入。同日大日向村廃止。